# Love Is in the Air (serie televisiva)
Love Is in the Air (Sen Çal Kapımı) è un serial televisivo turco, trasmesso su Fox dall'8 luglio 2020 all'8 settembre 2021.
In Italia la serie è andata in onda su Canale 5 dal 31 maggio 2021 al 5 aprile 2022 in day-time.

## Trama

### Prima stagione
Eda Yıldız proviene da una famiglia povera e lega tutte le sue speranze all'istruzione. A causa del ricco architetto Serkan Bolat perde la borsa di studio internazionale e non riesce a completare il corso di laurea. Serkan Bolat si offre di ripristinare la borsa di studio di Eda se lei fingerà di essere la sua fidanzata per due mesi. Sebbene Eda inizialmente rifiuti l'offerta dell'uomo perché lo odia, è costretta ad accettarla. Fingendo di essere fidanzati, Serkan ed Eda iniziano a vivere una storia d'amore ma per arrivare al matrimonio e alla felicità attesa sono tanti i cammini da fare: da una verità nascosta, a una PR ossessionata da Serkan, una nonna al di fuori dei programmi, un matrimonio inatteso, una perdita di memoria a una delle grandi scoperte che inciderà sul percorso della storia dei protagonisti.

### Seconda stagione
Serkan Bolat e Eda Yıldız attraversano momenti difficili, durante il trattamento del cancro di Serkan, che diventa ossessionato dalla sua malattia diventando un uomo completamente diverso dopo essere sopravvissuto, suscitando una paura di attaccamento emotivo, ritardando il suo matrimonio con Eda più volte e rifiutando completamente l'idea di diventare padre. Serkan torna a concentrarsi solo sul suo lavoro, che lo farà separare gradualmente da Eda. Lei va in Italia per completare i suoi studi, mentre Serkan continua con la sua vita, ma quando finalmente s'incontrano di nuovo qualche anno dopo, la vita prepara a entrambi una sorpresa: una figlia, Kiraz. Sebbene i due non si sono visti per cinque anni scopriranno di amarsi ancora come un tempo, da una paternità nascosta, a un perdono tanto atteso Eda e Serkan coroneranno la loro storia d'amore, con l'arrivo del secondo figlio: Alp.

## Puntate
In Turchia la serie è andata in onda su Fox dall'8 luglio 2020 all'8 settembre 2021: la prima stagione è stata trasmessa dall'8 luglio 2020 al 17 aprile 2021, mentre la seconda stagione è stata trasmessa dal 9 giugno all'8 settembre 2021.
In Italia la serie è andata in onda su Canale 5 dal 31 maggio 2021 al 5 aprile 2022 in day-time: la prima stagione è stata trasmessa dal 31 maggio al 29 novembre 2021, mentre la seconda stagione è stata trasmessa dal 30 novembre 2021 al 5 aprile 2022.
| Stagione         | Puntate | Puntate | Prima TV  | Prima TV  |
| Stagione         | Turchia | Italia  | Turchia   | Italia    |
| ---------------- | ------- | ------- | --------- | --------- |
| Prima stagione   | 39      | 143     | 2020-2021 | 2021      |
| Seconda stagione | 13      | 91      | 2021      | 2021-2022 |

## Personaggi e interpreti

### Personaggi principali
- Eda Yıldız (episodi 1-52), interpretata da Hande Erçel, doppiata da Roisin Nicosia.
- Serkan Bolat (episodi 1-52), interpretato da Kerem Bürsin, doppiato da Gabriele Vender.
- Aydan Bolat (episodi 1-52), interpretata da Neslihan Yeldan, doppiata da Paola Majano.
- Ayfer Yıldız (episodi 1-52), interpretata da Evrim Doğan, doppiata da Francesca Fiorentini.
- Melek "Melo" Yücel (episodi 1-52), interpretata da Elçin Afacan, doppiata da Lavinia Paladino.
- Selin Atakan (episodi 1-22, 29-38), interpretata da Bige Önal, doppiata da Martina Felli.
- Engin Sezgin (episodi 1-52), interpretato da Anıl İlter, doppiato da Stefano Crescentini.
- Pırıl Baytekin (episodi 1-52), interpretata da Başak Gümülcinelioğlu, doppiata da Giorgia Brunori.
- Ceren Başar (episodi 1-37), interpretata da Melisa Döngel, doppiata da Sara Ferranti.
- Figen "Fifi" Yıldırım (episodi 1-28), interpretata da Sitare Akbaş, doppiata da Giulia Tarquini.
- Seyfi Çiçek (episodi 1-52), interpretato da Alican Aytekin, doppiato da Gianluca Cortesi.
- Erdem Şangay (episodi 1-52), interpretata da Sarp Bozkurt, doppiato da Gianluca Crisafi.
- Leyla Haktan (episodi 1-39), interpretata da İlkyaz Arslan, doppiata da Laura Amadei.
- Ferit Şimşek (episodi 1-39), interpretato da Çağrı Çıtanak, doppiato da Marco Baroni.
- Alptekin Bolat (episodi 1-22), interpretato da Ahmet Somers, doppiato da Dario Oppido.
- Kemal Özcan (episodi 35-52), interpretato da Sinan Albayrak, doppiato da Stefano Valli.
- Kiraz Yıldız Bolat (episodi 40-52), interpretata da Maya Başol, doppiata da Alessandra Cannavale.
- Can Sezgin (episodi 40-52), interpretato da Ahmet Efe Metekoğlu, doppiato da Alberto Pilara.
- Deniz (episodi 40-49), interpretata da Ayşe Akın, doppiata da Elisa Carucci.
- Burak (episodi 40-52), interpretato da Sinan Helvacı, doppiato da Alessandro Valeri.
- Kerem (episodi 40-52), interpretato da Sina Özer, doppiato da Francesco Valeri.
- Pina Bolat (episodi 41-50), interpretata da Doğa Özüm, doppiata da Sara Labidi.

### Personaggi ricorrenti
- Deniz Saraçhan (episodi 29-37), interpretato da Sarp Can Köroğlu, doppiato da Guido Di Naccio.
- Alexander Zucco (episodi 24-27, 29-34), interpretato da Hakan Karahan, doppiato da Edoardo Siravo.
- Semiha Yıldırım (episodi 23-28), interpretata da Ayşegül İşsever, doppiata da Graziella Polesinanti.
- Tahir (episodi 23-28), interpretato da Buğrahan Çayır, doppiato da Daniele Valenti.
- Balca Koçak (episodi 23-28), interpretata da İlayda Çevik, doppiata da Irene Trotta.
- Suzi (episodi 23-28), interpretata da Nihan Tarhan, doppiata da Olivia Costantini.
- Efe Akman (episodi 13-21), interpretato da Ali Ersan Duru, doppiato da Raffaele Carpentieri.
- Kaan Karadağ (episodi 1-10), interpretato da İsmail Ege Şaşmaz, doppiato da Andrea Carpiceci.

## Colonna sonora
La colonna sonora di Love Is in the Air è stata composta da Aytekin Ataş, che con Burcu Yıldız ha cantato la sigla della serie, Sen Çal Kapımı Dizi Müziği - Jenerik. La colonna sonora è contenuta nell'album Sen Çal Kapımı Soundtrack (Zeynalov Soundtracks).
Başak Gümülcinelioğlu è l'autrice e l'esecutrice originale dei brani Sen Çal Kapımı (più volte ascoltato da Serkan ed Eda in macchina) e Bir Anda (interpretato dal suo personaggio nell'episodio 1x16 della versione turca).
Oltre alle composizioni originali, la serie è caratterizzata da canzoni tradizionali e contemporanee turche, francesi e soprattutto in lingua inglese. Fra quelle ricorrenti vi sono Gold di Tolan Shaw; Huyu Suyu di Emir Taha; Look Around You e Heirloom Uncovered di David Vanacore; Adieu L'amant di Robert Viger; Wish You Were Here e I Buried You in My Hear di Ülvi Zeynalov; Resmen Aşığım di Nil Karaibrahimgil; Despair, Sincerely, ed Everlasting Love di Ülvi Zeynalov.

## Riconoscimenti
- 47º Premio della Farfalla d'Oro
  - 2021: Premio come Miglior serie di commedia romantica per Love Is in the Air (Sen Çal Kapımı)[11]
  - 2021: Candidatura come Miglior attrice in una commedia romantica a Hande Erçel[11]
  - 2021: Candidatura come Miglior attore in una commedia romantica a Kerem Bürsin[11]
  - 2021: Premio come Miglior coppia di serie televisiva a Hande Erçel e Kerem Bürsin (Eda e Serkan)[11]
  - 2021: Candidatura come Miglior regista ad Altan Dönmez[11]
  - 2021: Candidatura come Miglior regista a Yusuf Pirhasan[11]
  - 2021: Candidatura come Miglior sceneggiatura ad Aytekin Ataş[11]
  - 2021: Candidatura come Miglior attrice bambina a Maya Başol[11]